# Oxandra mediocris
Oxandra mediocris là loài thực vật có hoa thuộc họ Na. Loài này được Diels mô tả khoa học đầu tiên năm 1905.